# Der Zwingergraben in Dresden

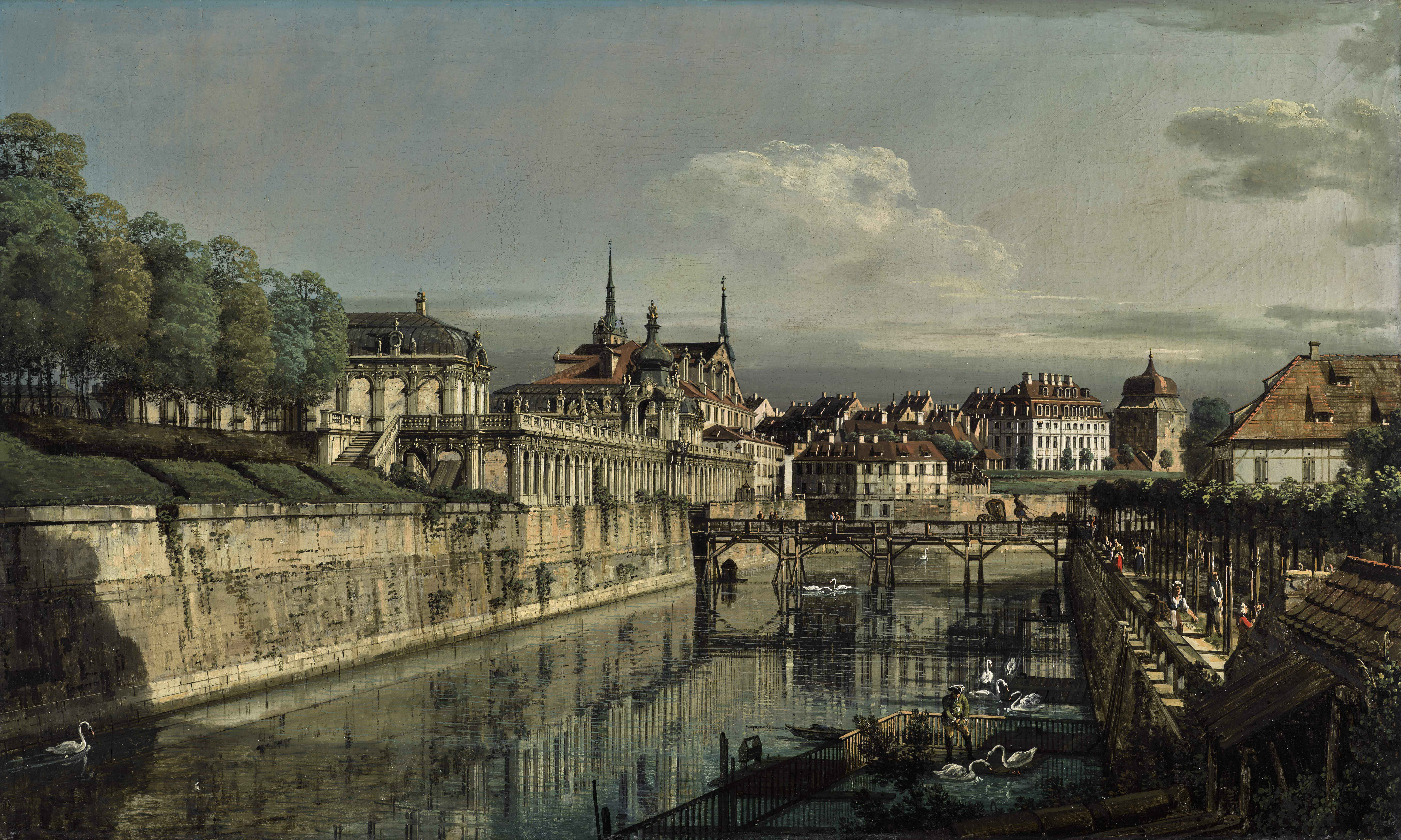
Bernardo Bellotto, Der Zwingergraben in Dresden, 48,5 cm × 80,0 cm, Privatsammlung

Der Zwingergraben in Dresden ist ein etwa 48,5 × 80,0 cm großes Ölgemälde von Bernardo Bellotto, genannt Canaletto.

## Beschreibung
Die Vedute zeigt eine Ansicht von Dresden. Im Vordergrund befindet sich der Stadtgraben des Zwingers mit der Wallgrabenbrücke. Am linken Kanalufer steht der Zwinger, rechts sieht man eine Allee mit Staffage. Über die Stadt erstreckt sich der leicht bewölkte Himmel. Das Werk ist die Wiederholung des größeren, gleichnamigen Gemäldes von Canaletto, das sich heute in der Gemäldegalerie Alte Meister Dresden befindet.

## Provenienz

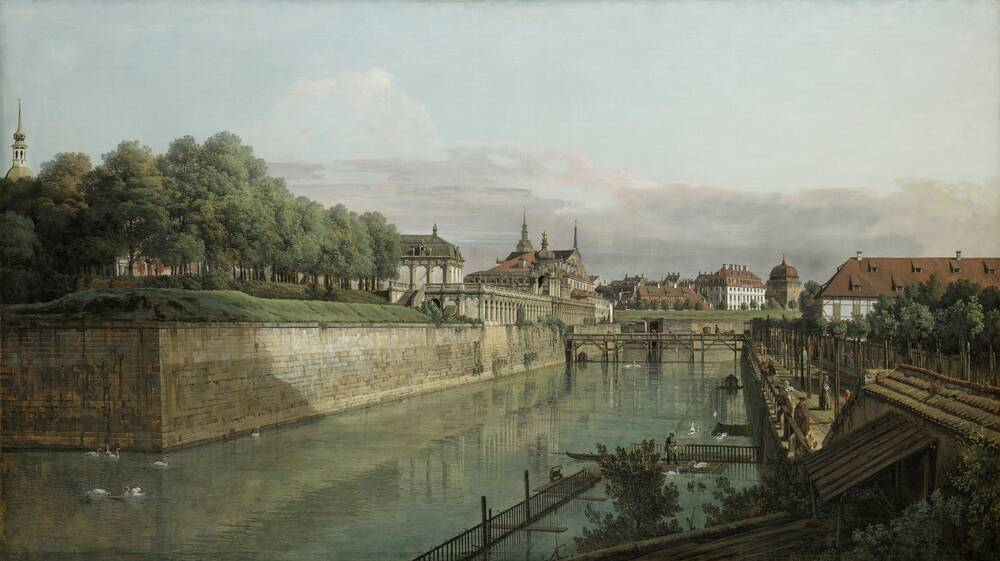
Bernardo Bellotto: Der Zwingergraben in Dresden, 133 cm × 235 cm, Gemäldegalerie Alte Meister, Dresden, ursprüngliche Version

Bis 1925 gehörte das Gemälde zur Sammlung des Herzogs von Anhalt-Dessau, der es von der Zarin Katharina von Russland als Geschenk erhalten hatte. 1928 war das Gemälde im Besitz der Berliner Galerie Bachstitz.
Ende der 1920er Jahre ging es über die 1913 von Georg Caspari gegründete Münchener Galerie Caspari in die Sammlung von Max Emden über. Nach dem Tod Georg Casparis im Jahre 1930 übernahm seine Witwe Anna Caspari, geborene Naphtali, die Galerie, die in der Folge stark unter der schlechten Wirtschaftslage sowie späteren Repressionen durch das NS-Regime litt. Da sie Jüdin war, musste Anna Caspari, trotz ihrer Dienste als Vermittlerin und Gutachterin für bedeutende Kunsthändler des „Dritten Reichs“ wie Karl Haberstock und Julius Böhler, 1939 die Galerie schließen. Ein Emigrationsversuch Casparis schlug fehl; am 20. November 1941 wurde Anna Caspari von München nach Litauen deportiert und in Kaunas ermordet.
Max Emden besaß Mitte der 1920er Jahre Kaufhäuser in vielen Städten Deutschlands, die er 1926 an die Firma Karstadt verkaufte. Er lebte ab 1929 in der Schweiz, wurde aber ebenfalls nach der Machtergreifung der Nationalsozialisten in Deutschland als Jude verfolgt, musste Besitztümer zwangsweise verkaufen. So verkaufte er auch drei Stadtansichten von Bellotto über die ihm bereits bekannte Kunsthändlerin Anna Caspari an die Galerie Haberstock in Berlin. Der Verkauf des Gemäldes an Haberstock ist auf den 30. Juni 1938 zu datieren.
Im selben Jahr wurde Haberstock zum Mitglied der „Kommission zur Verwertung der Produkte entarteter Kunst“ berufen. Aufgrund seines Netzwerkes und wegen der Kontakte zur Führung des NS-Regimes gehörte er zu den wichtigsten Kunsthändlern für das geplante „Führermuseum“ in Linz. Von Haberstock wurde das Gemälde am 30. Juni 1938 durch das Deutsche Reich für den „Sonderauftrag Linz“ erworben und erhielt die Linz-Nummer 115. Ab 1943 erfolgte zum Schutz des Werkes vor dem Krieg die Einlagerung in das Salzbergwerk Alt-Aussee in der Steiermark. Nach Sicherstellung durch US-Soldaten wurde es nach Kriegsende am 29. Juni 1945 in den Central Collecting Point in München verbracht.
Am 1. Dezember 1948 übergab die amerikanische Militärregierung das Werk in die Treuhänderschaft des Bayerischen Ministerpräsidenten Hans Ehard; mit Gründung der Bundesrepublik Deutschland wurde es 1949 gemäß Artikel 134 des Grundgesetzes Bundesvermögen.
Ab 1961 schmückte das Canaletto-Gemälde das Speisezimmer des Bonner Amtssitzes des Bundespräsidenten, die Villa Hammerschmidt. Seit 2004 kämpfte der Enkel Emdens, Juan Carlos Emden aus Chile, um die Rückgabe des Gemäldes. Als der damalige Bundespräsident Horst Köhler von der Herkunft des Bildes erfuhr, ließ er es 2005 abhängen.
Danach wurde das Bild ins Bundesamt zur Regelung offener Vermögensfragen (BARoV) nach Berlin gebracht. Eine Restitution wurde durch das Bundesamt 2005 abgelehnt. Später wurde das Bild in Dresden eingelagert und Teil der Dauerausstellung des Dresdner Militärhistorischen Museums.
Auf Empfehlung der Beratenden Kommission bei der Koordinierungsstelle des Bundes, der Länder und der Kommunalen Spitzenverbände wurde das Gemälde aus der früheren Sammlung von Max Emden im März 2019 an die legitimierten Rechtsnachfolger restituiert (siehe auch: Liste von Restitutionsfällen). Am 28. Juli 2020 wurde es im Auftrag der Erben über das Londoner Auktionshaus Sotheby’s für 5,437 Millionen Pfund (knapp 6 Millionen Euro) versteigert.